# Erwin Kurtz
Erwin Willi Kurtz (* 19. Jahrhundert; † 20. Jahrhundert) war ein deutscher Kunstturner.

## Biografie
Erwin Kurtz nahm bei den Olympischen Sommerspielen 1900 in Paris im Einzelmehrkampf teil, wo er den 79. Rang belegte.